# Сукот
Сукот (хебр. סוכות‎ или хебр. סֻכּוֹת хебрејски изговор: ) који се обично назива Празник шатора или у неким преводима Фестивал склоништа, а познат и као Празник сакупљања (хебр. חג האסיף) је библијски јеврејски празник који се слави 15. дана седмог месеца, Тишри (варира од краја септембра до краја октобра). Током постојања јерусалимског храма био је то један од три ходочасничка фестивала (хебр. שלוש רגלים) на којима је израелитима било наређено да ходочасте у Храм.
Имена коришћена у Тора су Хаг ХаАсиф, преведено на „Фестивал сакупљања“ или „Фестивал жетве“ и Хаг ХаСукот, преведено у „Фестивал кабина“. То одговара двоструком значају Сукота. Она која се помиње у Књизи Изласка пољопривредне је природе - "Фестивал сакупљања на крају године" (Егзодус 34:22) - и означава крај времена жетве, а тиме и пољопривредне године у земљи Израел. Сложенији верски значај из Књиге Левитске има значај обележавања изласка и зависности Израелског народа од воље Божије (Левитска 23: 42–43).
Празник траје седам дана у земљи Израел и осам у дијаспори. Први дан (и други дан у дијаспори) празник је попут шабата када је рад забрањен. Након тога следе средњи дани звани Хол Хамоед, када су одређени радови дозвољени. Фестивал је затворен још једним празником налик на шабат под називом Шемини Атзерет (један дан у земљи Израел, два дана у дијаспори, где се други дан зове Симхат Тора). Шемини Атзерет се поклапа са осмим даном Сукота изван Земље Израел.
Хебрејска реч сукот је множина од суках, „кабина“ или „табернакул“, што је зидна конструкција прекривена са схахом (биљни материјал, као што је трска, грање с лишћем или лишће палме). Сука је назив привременог стана у којем би фармери живели током жетве, што је чињеница која се повезује са пољопривредним значајем празника, наглашава се у Књизи Изласка. Као што је наведено у Левитском закону, замишљено је и као подсећање на врсту крхких станова у којима су Израелци боравили током својих 40 година путовања у пустињи после Изласка из ропства у Египту. Током празника оброци се једу у суки а многи људи такође и спавају тамо. Сваког дана празника обавезно је обавити церемонију махања са Четири врсте.